# Candacia tuberculata
Candacia tuberculata is een eenoogkreeftjessoort uit de familie van de Candaciidae. De wetenschappelijke naam van de soort is voor het eerst geldig gepubliceerd in 1905 door Wolfenden.